# Геном (роман)
«Геном» — роман российского писателя-фантаста Сергея Лукьяненко, первый по порядку написания и второй по хронологии событий в серии произведений, рассказывающих о вымышленном мире генетически модифицированных людей. Роман был написан в первой половине 1999 года и впервые опубликован издательством «АСТ» в том же году. Вместе с романом «Танцы на снегу» и повестью «Калеки» входит в одноимённый цикл.
Действие романа начинается на отдалённой планете, где только что вышедший из госпиталя генетически модифицированный пилот Алекс Романов встречает четырнадцатилетнюю девочку Ким Охару. Стараясь помочь ей, он нанимается капитаном на сомнительный туристический корабль для чужих рас, набрав команду со странностями. Во время первого же рейса на борту происходит убийство, угрожающее безопасности всей человеческой Империи. При помощи учёного-основоположника генной специализации Алексу удаётся разоблачить убийцу и спасти мир между расами.
Роман неоднократно издавался как в России, так и за рубежом. Критики отметили неоднозначную оценку романа читателями, которые ожидали произведение в жанре космической оперы, а получили смесь с детективом, и назвали роман скорее проходным. В 2000 году роман был номинирован на премии «Странник» и «Сигма-Ф».

## Вселенная
В будущем всё человечество разделилось на натуралов и спецов. Натуралами называют обычных людей, спецами — генетически модифицированных под определённую профессию. При этом модифицированы могут быть как физические возможности, такие как сила и скорость, так и умственные. Однако помимо полезных модификаций перестраивается ещё и «душа» спеца, так как ему предопределяют доступные эмоции. Генетический код спеца регулирует способность любить и ненавидеть, даже чувство удовлетворенности работой. Люди буквально рождаются для своих рабочих мест и с рождения принадлежат к какому-либо классу. Подобный контроль за рождением уничтожает или, по крайней мере, резко снижает свободу воли.
Дмитрий Скирюк отметил, что мир в романе блестяще описан «как бы изнутри» на живом примере. В этом мире есть место ксеноморфам и ксенофобии, космическим трассам, киберпанковскому будущему и межзвездным службам безопасности.

### Персонажи
Главным героем романа является молодой пилот-спец Алекс Романов. Персонаж, по мнению критика Митрофанова, типичен для творчества Лукьяненко и напоминает Петра Хрумова из дилогии «Звёзды — холодные игрушки». Для него так же, как для Хрумова, характерны завышенные этические нормы и моральные принципы. С самой первой сцены романа Алекс бескорыстно помогает молодой девушке, на которую напали в поезде. Однако, в отличие от Петра, все эти качества у Алекса развились благодаря генетической модификации пилота — эта профессия предполагает постоянную готовность пожертвовать собой и защитить свой экипаж. В то же время, из-за той же самой модификации Алекс не может никого полюбить.
Другой героиней романа является Ким Охара. Её специализация изначально неизвестна, однако Митрофанов отметил, что её имя является отсылкой на роман Редьярда Киплинга «Ким» про мальчика-агента. Таким образом, читателю, знакомому с творчеством Киплинга, это сразу станет ясно. В начале романа она находится на грани трансформации в спеца, пройти которую ей помогает Алекс. Ким запрограммирована стать агентом-спец, однако из-за другой особенности своей генетической программы она влюбляется в Алекса

## Сюжет
Генетически модифицированный пилот-спец Алекс Романов выходит из госпиталя на планете Ртутное Донце и встречает четырнадцатилетнюю девочку Ким Охару, в которой определяет бойца-спец. Ким сбежала из дома на планете Эдем и находится на грани трансформации, но оттягивала её сколько могла из-за отсутствия документов и денег. Процедура трансформации человека согласно заранее заложенным изменениям генотипа обычно проводится в клинике под наблюдением врачей. У Алекса тоже нет денег после лечения, поэтому, чтобы успеть помочь Ким, он соглашается на внезапно подвернувшуюся должность капитана небольшого космического корабля «Зеркало», несмотря на то, что сомневается в возможности подобного везения. По условиям контракта Алекс должен сам собрать команду. На корабль нанимаются второй пилот-спец Ханг Моррисон, врач Джанет Руэло — спец с пятью специализациями, энергетик-спец Поль Лурье и навигатор-натурал Пак Генералов. В качестве бойца-спец Алекс устраивает Ким, при помощи небольшого подлога оформив ей документы спеца, так как она прошла трансформацию, и теперь считается взрослой. «Зеркало» оказывается туристическим кораблём для представителей чужих рас, и Алексу предстоит возить двух цзыгу — Зей-со и Сей-со, которых сопровождает клон Данила Ка-третий Шустов. При этом Джанет специализирована на уничтожении чужих и генетически ненавидит их; Ким боится, что её схватят, так как им предстоит посетить Эдем; а Пак Генералов ненавидит клонов.
Изначально у Ким был дорогой гель-кристалл, используемый в компьютерах, но она отказывалась объяснять его происхождение. Во время полёта Алекс узнаёт, что в кристалле заключено человеческое сознание творца спецов Эдгара, друга и ровесника Ким, из-за которого девочка сбежала из дома. Эдгар по просьбе Алекса создаёт средство, которое позволило бы отключить на время эмоциональные изменения спеца, чтобы избавить Ким от навязанной любви к пилоту. Алекс ставит эксперимент на себе и понимает, что чувство единения с кораблём было лишь имитацией любви, которой лишают всех пилотов-спец. После выхода из гиперпространства обнаруживается, что убита Зей-со, являющаяся наследной принцессой своего народа, и из-за её смерти цзыгу готовы начать войну с Империей. На корабль прибывает следователь-спец Питер Ка-сорок четвёртый Вальк, предпочитающий имя Шерлок Холмс. Единственный способ предотвратить войну — в течение двух суток выявить убийцу и представить убедительные доказательства его вины, чтобы Сей-со могла лично его казнить. Однако убийца не оставил никаких следов, а у всех членов экипажа были время, возможность и мотив для убийства. Алекс выясняет, что Эдгар на самом деле основоположник специализации Эдуард Гарлицкий, а Ким — агент-спец. Холмс и Алекс заявляют, что убийца им известен, не называя его. Однако убедительных доказательств у них нет. Применив препарат Эдгара, Алекс выявляет убийцу — замаскированного агента-спец, скрывавшегося под личиной одного из членов экипажа. Мотив убийства — спровоцировать войну. Убийцу казнят, что предотвращает войну. Алекс понимает, что действие препарата оказалось не временным, а обретённая способность любить останется с ним.

## Создание и издание

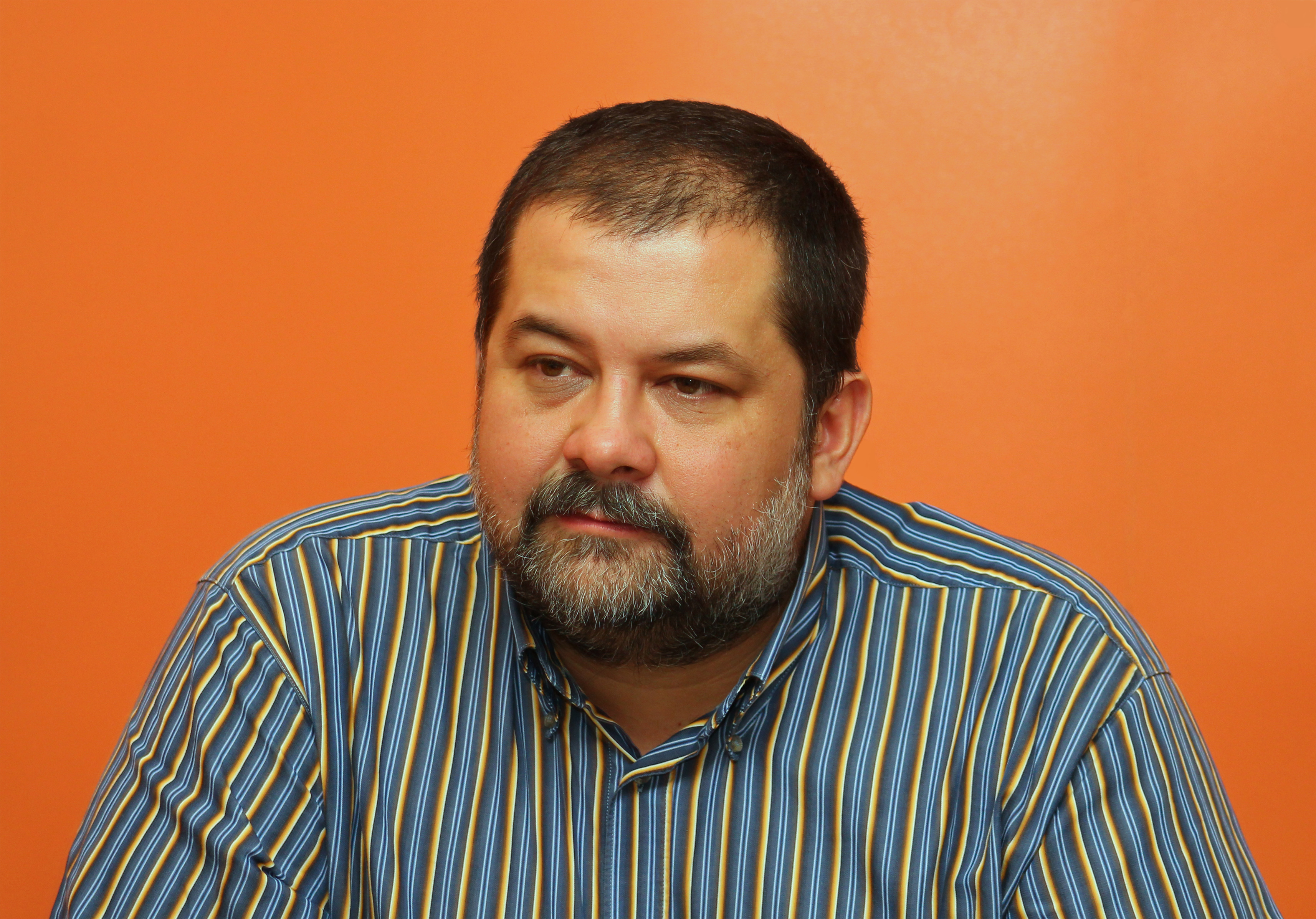
Сергей Лукьяненко

Писатель охарактеризовал свой роман, как пародию на стандартные «космооперы», «детективы», «киберпанк», что, на его взгляд, абсолютно ясно по выложенной в свободный доступ первой части произведения. Тем не менее Лукьяненко подчеркнул, что считает «Геном» «серьезным романом о серьёзных вещах». Тему генетической изменчивости человечества и контроля над эмоциями автор считает очень серьёзной, однако ему кажется, что пародия уместна, так как сама жизнь «вмещает в себя и чудовищные нелепости, и совершенно нереальные совпадения, и смех сквозь слезы». Нужно писать о серьёзных вещах, не забывая при этом улыбаться. Писатель надеется на умение читать произведения вне рамок стандартных жанров.
В последней главе романа «Кодон» содержится зашифрованное послание автора к читателям, для прочтения которого нужно читать только заглавные буквы главы. В частности, так как роман является пародией, там написано, что «Автор надеется на чувство юмора своих читателей». Дмитрий Байкалов и Андрей Синицын назвали это послание одним из способов для писателя «подтрунить над читателем». Лукьяненко объяснял, что большинство названий рас Чужих в романе взяты им из земной мифологии. Так, название брауни позаимствовано у народца из шотландского и ирландского фольклора; имя «фэнхуан» носит птица из древнекитайской мифологии; халфлинги — другое название хоббитов; цзыгу — существо из китайской мифологии, встречающееся в нечистых или дурно пахнущих местах. На вопрос о допустимости использования генной инженерии для изменения генома людей Лукьяненко ответил, что, по его мнению, в случае возможности подобного люди станут этим заниматься. Этот вариант развития человечества кажется фантасту «очень и очень вероятным».
| Год  | Издательство                  | Место издания | Серия                         | Тираж         | Примечание | Источник |
| ---- | ----------------------------- | ------------- | ----------------------------- | ------------- | --- | -------- |
| 1999 | АСТ                           | Москва        | Звездный лабиринт             | 20000 + 10000 | Первый роман трилогии «Геном». Иллюстрация на обложке Д. Бернса                                                                 | [ 9 ]    |
| 2000 | АСТ                           | Москва        | Звездный лабиринт             | 10000 + 50000 | Первый роман трилогии «Геном». Иллюстрация на обложке Д. Бернса                                                                 | [ 10 ]   |
| 2004 | АСТ, Ермак, Люкс              | Москва        | Звездный лабиринт: коллекция  | 10000 + 5000  | Дилогия «Геном». Романы «Геном» и «Танцы на снегу». Иллюстрация на обложке Д. Бернса.                                           | [ 11 ]   |
| 2006 | АСТ, АСТ Москва, Транзиткнига | Москва        | под Дозоры                    | 5000          | Цикл «Геном» в одном томе. Романы «Геном», «Танцы на снегу» и повесть «Калеки». Иллюстрация на обложке Д. Бернса и Л. Эдвардса. | [ 12 ]   |
| 2006 | АСТ, АСТ Москва, Транзиткнига | Москва        | Библиотека фантастики         | 3500          | Цикл «Геном» в одном томе. Романы «Геном», «Танцы на снегу» и повесть «Калеки». Иллюстрация на обложке Д. Бернса и Л. Эдвардса. | [ 13 ]   |
| 2007 | АСТ, АСТ Москва, Транзиткнига | Москва        | Библиотека мировой фантастики | 1500          | Цикл «Геном» в одном томе. Романы «Геном», «Танцы на снегу» и повесть «Калеки».                                                 | [ 14 ]   |
| 2008 | АСТ                           | Москва        | Чёрная серия (танковая щель)  | 15000 + 7000  | Первый роман дилогии «Геном». Иллюстрация на обложке Д. Бернса                                                                  | [ 15 ]   |
| 2014 | АСТ                           | Москва        | Весь Сергей Лукьяненко        | 3000          | Цикл «Геном» в одном томе. Романы «Геном», «Танцы на снегу» и повесть «Калеки». Иллюстрация на обложке В.Н. Ненова.             | [ 16 ]   |

| Год  | Название   | Издательство                     | Место издания | Язык       | Переводчик  | Источник |
| ---- | ---------- | -------------------------------- | ------------- | ---------- | ----------- | -------- |
| 2005 | Genom      | Amber                            | Варшава       | Польский   | Э. Скурская | [ 17 ]   |
| 2014 | The Genome | Open Road Media Sci-Fi & Fantasy | Нью-Йорк      | Английский |             | [ 18 ]   |
| 2015 | Геном      | Инфодар                          | София         | Болгарский | В. Велчев   | [ 19 ]   |

## Критика и оценки
Лаборатория Фантастики

 Goodreads

 LibraryThing
Роман получил от рецензентов сдержанные оценки, многие из которых были связаны с жанровой неопределённостью, нераскрытостью основной фантастической идеи и не оправдавшихся ожиданиях читателей, обманутых выложенной в открытый доступ первой частью произведения. В 2000 году в рецензии для журнала «Если» Максим Митрофанов назвал роман «Геном» самым странным и нетипичным произведением для Лукьяненко, вызвавшим бурю эмоций в читательской среде. С одной стороны, многие поклонники плохо восприняли книгу, с другой, роман успешно продавался. По мнению Митрофанова, в «Геноме» Лукьяненко находится на грани между пародией и «серьёзным философским произведением о природе любви». В романе множество раскавыченных цитат и аллюзий, поэтому только от читателя зависит, как он воспримет произведение. Однако, несмотря на внешнюю серьёзность, проницательный читатель должен разглядеть пародию, заключает критик.

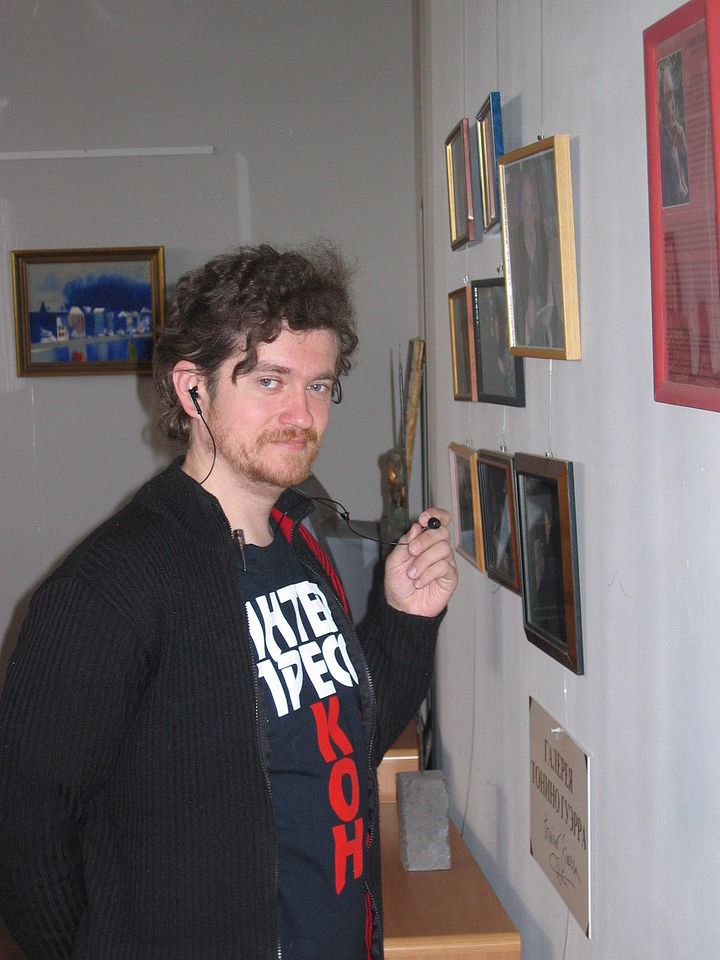
Дмитрий Скирюк

Сюжет изначально напоминает смесь космической оперы и сентиментального романа. Дмитрий Скирюк отметил легко узнаваемый стиль и чисто лукьяненковскую интригу и проблематику в первой половине произведения. Ещё до выхода романа начальные главы в интернете «будоражили сознание читателя» необычностью. Однако, в середине произведения происходит неожиданный поворот, в результате чего в дальнейшем роман напоминает детектив с замкнутым кругом подозреваемых и ограниченным временем. Развязку произведения Митрофанов называет неожиданной (в то время, как другие рецензенты оценили её как неправдоподобную).
Скирюк же по этому поводу заметил, что на самом интересном месте сюжет романа замирает, а повествование превращается в «тривиальный детектив, очень занудный и надуманный», содержащий «чуточку интриги, чуточку садизма, чуточку сюрпризов» и поиск убийцы в замкнутом пространстве. Писатель Максим Черепанов также заметил, что ожидания многих читателей были обмануты, так как изначально роман напоминал космическую оперу в темпе «Линии грез», а к третьей части превратился в «детектив классической закваски».
Роман Арбитман назвал космическую оперу первых двух частей романа фантастической преамбулой классического детектива. При этом сам детектив с узким кругом подозреваемых, у каждого из которых есть мотив, критик в условиях научно-фантастических реалий романа посчитал оксюмороном. Если генетически можно сделать что угодно с внешним видом, то детектив становится бессмысленным, а дедукция ничего не стоит. Ведь писатель в итоге может сделать убийцей кого угодно, «кого автору не жалко прибить под занавес».
По мнению Скирюка, в романе нет ни реалий современного читателю мира, ни общечеловеческих реалий, что могло быть вызвано авторским замыслом. Однако, если целью было показать отличие спецов и найти предел специализации для человека, то тогда всё выглядит и вовсе нелепо, так как эта тема остаётся не развитой, когда на смену нацеленной на философскую тему фантастике внезапно приходит детектив. В итоге, по мнению рецензента, получился средний, совершенно проходной для Лукьяненко роман. Черепанов соглашается с подобной оценкой книги и, отмечая интересный мир и достоверные построения писателя, тоже подчёркивает недостаточное раскрытие главной идеи (обычное, по его мнению, для Лукьяненко). Кроме того, он акцентирует внимание на недостоверности финала произведения (также, по его мнению, типичной), где у подозреваемого пилота сохраняется капитанский доступ, а главный злодей подробно и обстоятельно рассказывает свои планы.
В 2014 году писатель Ной Берлатски (англ. Noah Berlatsky) в рецензии на американский перевод романа отметил, что, несмотря на прошедшее с момента создания время, будущее, описанное в романе, всё ещё может наступить. При этом, по его мнению, роман не стоит рассматривать как научную фантастику: Лукьяненко хотел написать приключенческий роман, и для этого ему была нужна соответствующая сцена и соответствующие герои. В книге с названием «Геном» на самом деле нет ничего собственно про человеческий геном. Книга изначально на грани пародии, как произведение о свободе воли, а в третьей части окончательно переходит эту черту, когда из космической оперы превращается в детектив. Предположение, что полное отсутствие эмоций у детектива, предпочитающего, чтобы его называли Шерлоком Холмсом, представляет собой дальнейшее раскрытие проблемы генной модификации и свободы воли, Берлатски отвергает: по его мнению Лукьяненко хотел написать что-то именно про Шерлока Холмса, просто потому что это весело — добавить в роман великого сыщика. Тем не менее, символический смысл романа Берлатски видит в том, что свобода воли действительно существует: Алексу удаётся вернуть заблокированную способность любить и теперь он сам может выбрать своё будущее
В 2000 году роман номинировался на премию «Странник» в номинации «Крупная форма», а также «Сигма-Ф» — приз читательских симпатий журнала «Если».

## Адаптации
В 2006 году появилась информация о том, что компания «Новый русский сериал» начала работу над экранизацией романа «Геном» и готовится сценарий. Фильм снят не был, и в июне 2016 года Лукьяненко написал, что права на экранизацию романа свободны.

### Аудиокнига
В 2006 году издательство «Аудиокнига», входящее в холдинг «Издательская группа АСТ», записало аудиокнигу по роману. Аудиокнига продолжительностью 11 часов 42 минуты вышла на одном CD-диске в серии «Наша фантастика». Текст в формате монолога читает Олег Голуб.